# Josef J. Schmied
Josef J. Schmied (* 20. Januar 1955) ist ein deutscher Anglist.

## Leben
Er studierte hauptsächlich Englisch und Geographie in Erlangen-Nürnberg und der University of Kent in Canterbury. Er lehrte an den Universitäten Bamberg (Promotion 1985), Bayreuth (Habilitation 1991) und Dresden. Ab 1993 baute er das neue Department Anglistik an der Technischen Universität Chemnitz auf und lehrte hier bis 2021, dem Zeitpunkt seiner Emeritierung. Er lehrte auch im Rahmen von Summer Schools und als Gastprofessor 2015 in Guangzhou und 2023 in Modena. Von 1997 bis 2000 war er als Vizekanzler der TU Chemnitz für „International Cooperation & Development“ sowie „International Marketing of Saxon Universities“ zuständig.
Seine Forschungsschwerpunkte sind Sprache und Kultur (soziale Variation in der Globalisierung/Englisch weltweit, insb. (Ost-)Afrika und Südosten und Ostasien), Sprache und Computer (korpuslinguistische Methoden, Computeranwendungen beim Sprachenlernen, Internet-Englisch, insb. sozialen Medien, Maschine – Mensch-Interaktion im Bildungskontext) und Sprache und Kognition (Konzeptualisierung in grammatikalischer und kulturspezifischer Hinsicht Lexikon, Hypertext/Internet-Sprachenlernen, (De-)Konstruktion in Wissenschaft und Journalismus).

## Schriften (Auswahl)

### Monografien
- Englisch in Tansania. Sozio- und interlinguistische Probleme (= Sammlung Groos. Band 24). Groos, Heidelberg 1985, ISBN 3-87276-543-4 (Zugleich Dissertation, Universität Bamberg, 1985).
- English in Africa: an introduction. Longman, Harlow 1991, ISBN 0-582-07455-X.
- mit Barbara Korte und Klaus Peter Müller: Einführung in die Anglistik (= Sammlung Metzler. Band 302). Metzler, Stuttgart, Weimar 1997, ISBN 978-3-476-10302-4.
- Academic Writing for South Eastern Europe: Practical and Theoretical Perspectives. Cuvillier, Göttingen 2015, ISBN 978-3-7369-4959-1.
- Comparing Confidence and Trust Online and Offline. Hrsg.: Marina Ivanova (= REAL Studies. Band 19). Cuvillier, Göttingen 2023, ISBN 978-3-7369-7778-5.

### Herausgeberschaft
- English for Central Europe – interdisciplinary Saxon-Czech perspectives (= Research in English and applied linguistics. Band 1). Cuvillier, Göttingen 2005, ISBN 978-3-86537-420-2.
- mit Tunde Opeibi, Tope Omoniyi und Kofo Adedeji (Hrsg.): Essays on language in societal transformation. A Festschrift in honour of Segun Awonusi. Cuvillier, Göttingen 2015, ISBN 978-3-95404-921-9.
- mit Jessica Dheskali (Hrsg.): Credibility, honesty, ethics and politeness in academic and journalistic writing. Cuvillier, Göttingen 2019, ISBN 3-7369-9953-4.